# Walter Binder (Fotograf)
Walter Binder (* 2. November 1931 in St. Gallen; † 7. Juni 2020 in Zürich) war ein Schweizer Fotograf und Lehrer.

## Leben und Wirken
Walter Binder besuchte von 1949 bis 1952 die Fachklasse für Fotografie bei Hans Finsler an der Kunstgewerbeschule Zürich. Danach arbeitete er als Assistent für Hugo Herdeg und führte das Atelier nach dessen frühem Tod weiter. 1954 eröffnete Walter Binder in Zürich ein eigenes Fotostudio für Sach- und Architekturfotografie. Als Museumsfotograf war er u. a. für das Kunstgewerbemuseum Zürich (heute Museum für Gestaltung Zürich) und das Museum Rietberg tätig. Als Nachfolger seines Lehrers übernahm er 1957 die Fachklasse für Fotografie der Kunstgewerbeschule Zürich, die er bis 1976 leitete. Zu seinen Schülern zählten u. a. Fredi M. Murer, Hans Knuchel und Oliviero Toscani. Zusammen mit Rosellina Burri-Bischof initiierte er 1971 die Schweizerische Stiftung für die Photographie (heute Fotostiftung Schweiz), als deren Konservator er von 1984 bis 1998 tätig war. Von 1977 bis 1983 stand er der Abteilung Film und Fotografie der Schweizer Kulturstiftung Pro Helvetia vor.
Walter Binder gehört zu den bedeutenden Figuren der Schweizer Fotografie. Sein Nachlass befindet sich heute in der von ihm mitbegründeten Fotostiftung Schweiz. Eine Ausnahme bildet die Architekturfotografie; diesen Teil seines umfassenden Œuvres schenkte Binder 2002 dem gta Archiv. Er setzte herausragende Einzelbauten der Nachkriegsmoderne in der Schweiz in Szene (unter anderem von Haefeli Moser Steiger, Alfred Roth, Marcel Breuer, Jacques Schader, Hans Fischli, Bernhard Hoesli und Ernst Gisel). Im Auftrag der Pro Helvetia entstand zudem eine umfangreiche Fotoserie für die von Florian Adler konzipierte und von Jean-Claude Steinegger gestaltete Wanderausstellung Heutige Architektur in der Schweiz, die 1968 zuerst in der Sowjetunion und danach in weiteren Ländern des Ostblocks gezeigt wurde.